# Boarmia leucozona
Boarmia leucozona là một loài bướm đêm trong họ Geometridae.